# لاري واتسون
لاري واتسون (بالإنجليزية: Larry Watson)‏ هو لاعب كرة قدم أسترالية أسترالي، ولد في 23 سبتمبر 1957 في Dimboola ‏ في أستراليا.

## وصلات خارجية
- لاري واتسون على موقع AustralianFootball.com (الإنجليزية)
- لاري واتسون على موقع AFLtables.com (الإنجليزية)